# Henk Buck
Henricus Maria (Henk) Buck (Dordrecht, 7 februari 1930 – Tilburg, 27 november 2023) was een Nederlandse scheikundige en hoogleraar Organische Scheikunde aan de Technische Universiteit Eindhoven. Aan zijn carrière kwam een voortijdig einde, toen hij in samenwerking met Jaap Goudsmit in 1990 in Science een artikel over de ontwikkeling en de werking van een nieuw medicijn (fosfaatgemethyleerd DNA) tegen hiv publiceerde, dat op omstreden onderzoek bleek te zijn gebaseerd. Controle wees uit dat fosfaatgemethyleerd DNA in het door hem geproduceerde materiaal niet kon worden gedetecteerd. Het artikel werd teruggetrokken. Henk Buck ging als gevolg van de affaire met vervroegd pensioen. 

## Biografie
Henk Buck was de zoon van de organist van de Dordtse Sint Bonifatiuskerk, Frans Buck. Hij viel op met zijn sopraanstem en werd door Feike Asma in de jaren 40 van de 20e eeuw meegenomen op een landelijke tournee. Toen hij voor de keus stond in de muziek verder te gaan of te gaan studeren, koos hij voor het laatste en ging naar de Universiteit Leiden. 
Hij deed zijn doctoraal examen in 1954 en werd assistent op de afdeling theoretische organische chemie. 
Hij promoveerde in 1959 bij professor Oosterhoff op reactiviteit en spectroscopie van carbenium ionen en de toepassing van elektronspinresonantie op modelsystemen voor halfgeleiders. 
Op 34-jarige leeftijd werd hij lector.
In 1967 kreeg hij voor zijn onderzoek de Gouden KNCV medaille.
In 1971 ging hij naar de Technische Universiteit Eindhoven.
Hij gaf college en deed wetenschappelijk onderzoek op de gebieden van de organische chemie, de technische chemie, de theoretische chemie, de biochemie en de biotechnologie. 
In 1979 werd hij lid van de KNAW. 
Van Henk Buck werd verwacht dat hij weleens een Nobelprijs zou kunnen winnen. De TU Eindhoven had hem voor een van zijn vele onderzoeksgebieden dan ook al eens voorgedragen voor deze prijs. Met meer dan 300 publicaties in vooraanstaande tijdschriften en 43 proefschriften die onder zijn leiding tot stand zijn gekomen werd hij door zijn collega’s als een vooraanstaand geleerde beschouwd. 
De ontwikkeling van een nieuw medicijn tegen hiv in de jaren 1980 bleek op ondeugdelijk onderzoek te zijn gebaseerd. Het leidde tot een verstoorde verhouding met de universiteit en tot zijn vervroegde pensionering. Een onderzoekscommissie concludeerde dat hij tegenover zijn medewerkers soms ontoelaatbaar hard was. Buck wist dat hij niet makkelijk was. Hij was een man van de oude stempel, soms autoritair, maar met een groot sociaal gevoel.
Na zijn emeritaat bleef hij publiceren op zijn vakgebied, en zocht voortdurend naar eerherstel. Hij stierf op 93-jarige leeftijd.

## Bucks specialisme
Zijn onderzoek in Leiden en later in Eindhoven was gericht op de homogene katalyse van de oxidatie van koolwaterstoffen met stabiele carbeniumionen zoals het pentamethylbenzylkation en de chirale inductie met behulp van verbindingen gerelateerd aan het redox-koppel NADH-NAD+ (nicotinamideadeninedinucleotide) waarbij een volledige stereospecifieke hydride-overdracht plaatsvindt naar ketonen en iminen ter bereiding van links en rechtsdraaiende aminozuren. Onder biologische omstandigheden zijn NADH en NAD+ de co-enzymen bij de meeste waterstofoverdrachtreacties. De chirale inductie en de zeer hoge stereospecificiteit worden gecontroleerd door het uit het vlak draaien van de carboxamidegroep ten opzichte van de nicotinering.
Dit fundamentele onderzoek heeft in de loop der jaren steeds meer erkenning gekregen. Op het gebied van de fysische chemie deed hij onderzoek naar fosforanylradicalen met behulp van elektronspinresonatie waarbij het ongepaarde elektron in het radicaal deel uitmaakt van verschillende geometrieën waarin fosfor zich bevindt. Met behulp van laser- en röntgenstraling bleek het mogelijk om selectieve elektronadditie te verkrijgen hetgeen van belang kan zijn voor ketenbreuk in genetisch materiaal als DNA ten gevolge van intensieve straling. Zijn bijdrage aan de theoretische organische chemie was gebaseerd op ab initio berekeningen van de stralingsloze overgang in formaldehyde. Verder onderzocht hij afwijkingen van het in 1965 door R.B. Woodward en R. Hoffmann geïntroduceerde concept "conservation of orbital symmetry". Dit symmetrie-argument werd reeds in 1961 door Bucks leermeester prof. dr. L.J. Oosterhoff opgemerkt. In 1981 kreeg Hoffmann (Oosterhoff was in 1974 overleden en Woodward in 1979) samen met K. Fukui voor deze symmetrieregel de Nobelprijs voor chemie.
Voorts bestudeerde Buck het thermisch verloop van de [1,5]-H shift in cis-1,3-pentadieen om inzicht te verkrijgen in de experimentele Arrhenius parameters en reactiesnelheden met behulp van het tunneleffect, het kwantummechanische verschijnsel waarbij deeltjes door een potentiaaldrempel heen dringen. Tot op heden is dit nog steeds een uitdaging voor experimenteel en theoretisch onderzoek. Speciale aandacht in zijn onderzoek kreeg de organofosforchemie. Een belangrijk aspect van dit project was gebaseerd op de mogelijkheid om fosfor te voorzien van een extra binding hetgeen resulteert in een trigonale bipiramide. De betekenis van deze geometrie is gedemonstreerd door een conformatietransmissie in DNA, aangeduid als een B-Z isomerisatie voor een alternerende CG basevolgorde onder selectieve afscherming van de negatiefgeladen diesterfosfaatbindingen. In dit geval keert de schroefrichting om van rechtsdraaiend naar linksdraaiend. Door fosfaatmethylering kon deze omkering van schroefrichting ondubbelzinnig worden vastgesteld.
Het is nog steeds niet duidelijk wat de toegevoegde waarde is van Z-DNA (1979) ten opzichte van het Watson & Crick B-DNA (1953). Deze verandering in de geometrie van fosfor, gaande van een tetraëder (van 't Hoff) naar een trigonale bipiramide, is terug te vinden in de omzetting van biologische organofosforsubstraten zoals bijvoorbeeld de 'second messenger' cyclisch adenosinemonofosfaat (cAMP). Ter bestudering van deze veranderingen werden modelsystemen gebruikt waarin de negatief geladen fosfaatgroepen worden geneutralizeerd door additie van methylgroepen. Hierdoor wordt een verhoogde stabiliteit van de trigonale bipiramide verwacht. Deze synthesemodellen hebben mede geleid tot pogingen om fosfaatgemethyleerd DNA en RNA in de lengte van 2-12 base-eenheden te bereiden. Buck verwachtte een sterke en regiospecifieke hybridisatie met natuurlijk DNA (de zogenaamde antisensetechniek). In verschillende artikelen en in een Europees Octrooi werden de resultaten vastgelegd. Bucks verwachtingen konden echter niet worden waargemaakt; zijn experimentele materiaal bleek na controle door derden geen fosfaatgemethyleerd DNA te bevatten als gevolg van een oplosbaarheidsprobleem na de eerste synthesestap, waardoor in vervolgstappen de opbrengsten sterk terugliepen.
Na zijn emeritaat richtte Buck zich onder meer op de moleculaire dynamica van het 3D-model van de Nederlandse Nobelprijswinnaar J.H. Van 't Hoff. Dit onderzoek baseerde zich op geometrische en energetische veranderingen gedurende nucleofiele substituties aan geactiveerde verzadigde koolwaterstoffen. Er bleek een duidelijke overeenstemming te zijn tussen de klassieke modelbeschouwing volgens Van 't Hoff en geavanceerde ab initio berekeningen.

## De affaire Buck-Goudsmit
Halverwege de jaren tachtig richtten Buck en zijn medewerkers zich op de bereiding van een gemodificeerd DNA, het fosfaatgemethyleerd DNA met natuurlijk DNA en RNA(zie Bucks specialisme). Deze methode werd al geruime tijd onderzocht, ook op het gebied van hiv. In Bucks studie werd onderzocht hoe sterk fosfaatgemethyleerd DNA (volgens Watson en Crick base-paren) hybridiseert met natuurlijk DNA en RNA. In diverse publicaties werd de stabiliteit van duplexvorming en de selectiviteit gerapporteerd. Een visitatiecommissie bekroonde dit type onderzoek met een 'ster'-aanduiding, en verschillende medewerkers ontvingen naar aanleiding van dit organofosforonderzoek DSM- en Unileverprijzen. 
Door de enorme toename van het aantal hiv-geïnfecteerden in die tijd, commerciële belangen en de tijdsdruk, die ontstond rond een te verlenen Europees Octrooi, werd druk uitgeoefend om een samenwerkingsverband aan te gaan met de bekende viroloog Jaap Goudsmit van het AMC te Amsterdam. Volgens Goudsmit waren echter in het geval van hiv-infectie langere fragmenten fosfaatgemethyleerd DNA nodig dan waarmee tot dan toe was geëxperimenteerd. Een nieuwe syntheseroute moest daarom in de groep worden ontwikkeld. Het aldus verkregen fosfaatgemethyleerde DNA werd eerst getest op bekende en goed gedefinieerde biologische substraten. Onder deze omstandigheden werd een hoge selectiviteit gerapporteerd, waarbij kernspinresonantie (NMR) werd gebruikt om de methyleringsgraad te bepalen. Ook Goudsmit stelde vast dat het voorgestelde fosfaatgemethyleerd DNA van voldoende lengte de vermenigvuldiging van het virus blokkeerde.

### Publicatie van de vermeende vinding
De resultaten werden op 13 april 1990 in Science gepubliceerd.
Aan de vooravond van publicatie werd het nieuws door het NOS Journaal met veel aandacht naar buiten gebracht. In de uitzending liet Buck zich tegen de afspraak verleiden tot de uitspraak dat over een aantal jaren aids tot het verleden zou behoren. Op 17 april zou Buck echter verklaren dat hij in het interview bewust had overdreven om meer geld los te krijgen voor zijn onderzoek. Op 14 december verklaarde hij daarentegen dat hij bij zijn overdrijving was uitgelokt door de betreffende journalist.

### Twijfel
Vrijwel direct na de publicatie ontstond echter twijfel. De volgende dag al schreef de Leidse professor van Boom in Het Parool dat zuiver fosfaatgemethyleerd DNA moeilijk te maken is, en gemakkelijk verontreinigt. Medewerkers van Buck bezochten Jaap Goudsmit om hem te waarschuwen dat het testmateriaal van Buck niet deugde. Op 19 april kwam de interne kritiek van Bucks collega, deeltijdhoogleraar prof. Stan van Boeckel (Organon), aan het licht. Van Boeckel nam op 20 april ontslag omdat hij geen gehoor had gevonden bij het College van Bestuur van de TU Eindhoven voor zijn waarschuwingen. Hij was met zijn medewerker Kuijpers eveneens bezig met de ontwikkeling van een synthese van fosfaatgemethyleerd DNA, en wist daardoor hoe moeilijk het was dergelijke fragmenten te maken. Een jaar eerder was hij al tot de conclusie gekomen dat de synthese van Buck niet bruikbaar was. Van Boeckels promovendus Kuijpers stelde al op kleine fragmenten fosfaatgemethyleerd DNA vast dat de methylgroepen niet bleven zitten, en dat het dus onwaarschijnlijk was dat de lange fragmenten van Buck wel in orde zouden zijn. 
In mei 1989 had H.M. Moody, een promovendus van Buck, de HPLC-apparatuur van Organon gebruikt om het fosfaatgemethyleerde DNA van Buck te testen. De meting had een atypische verzameling van pieken getoond, een teken dat de stof niet zuiver was. Van Boeckel informeerde Buck over zijn twijfel over de methode, maar volgens hem wilde Buck er niets van horen. Nadat Van Boeckel tegen het eind van 1989 een conceptpublicatie van zijn eigen onderzoek aan Buck liet zien, kwam het tot een confrontatie. In februari 1990 gelastte faculteitsdirecteur Van Mierlo, die in blinde bewondering alles voor Henk Buck deed, professor van Boeckel en zijn promovendus Kuijpers te stoppen met hun onderzoek omdat het niet productief en te duur zou zijn. Van Boeckel stuurde daarop een brief met de kopieën van eerdere brieven aan Van Mierlo en aan het College van Bestuur, maar zijn waarschuwingen werden genegeerd.
In afwezigheid van Henk Buck herhaalde Moody in het bijzijn van prof. E.M. Meijer in april en mei 1990 de synthese van het fosfaatgemethyleerde DNA volgens de specificaties van Goudsmit. Met recent aangeschafte HPLC-apparatuur werd de kwaliteit van het resultaat onderzocht. Er bleek echter helemaal geen fosfaatgemethyleerd DNA in het monster te zitten. Na een debat in het tijdschrift Biovisie (18 mei 1990) tussen de critici Van Boom, Van Boeckel en de viroloog Schellekens en de onderzoekers Buck en Goudsmit, bevestigde de faculteit voor het eerst in een brief in het Chemisch Weekblad dat de zuiverheid van het fosfaatgemethyleerd DNA nog moest worden onderzocht.

### Onderzoek door Commissies Lemstra en Koumans
Onder druk van de verschillende publicaties besloot de Faculteit Scheikundige Technologie tot het instellen van een onderzoekscommissie. Een externe commissie van deskundigen was op korte termijn niet formeerbaar, en daarom werd een commissie bestaande uit prof. dr. P.J. Lemstra, prof. dr. ir. C.A.M.G. Cramers en prof. dr. E.M. Meijer, allen verbonden aan de TU/e, samengesteld. Hoewel de commissieleden chemici waren, beschouwden ze zichzelf niet als competent om een oordeel te vellen over de wetenschappelijke waarde van Bucks bewering. Het rapport van de commissie ging dan ook niet in op wetenschappelijke details maar beoogde een analyse te geven van de gang van zaken met het accent op de rolverdeling van de betrokken personen. De commissie rapporteerde dat er geen fosfaatgemethyleerd DNA viel te traceren, en dat Buck onvoldoende inging op kritiek uit zijn vakgroep. Voorts kwamen er corrupte praktijken aan het licht. Niet alleen had Buck zijn hele gezin in dienst in een virtueel instituut van zijn faculteit, maar een medewerker van Buck regelde ook het mondelinge tentamen en het cijfer voor de zoon van Buck, die zijn studie scheikunde niet aankon. Rector magnificus Martinus Tels oefende zware druk uit op de commissie om de openbaarmaking van het rapport te voorkomen.
In een persbericht van 30 augustus 1990 meldde de commissie alleen dat er geen fosfaatgemethyleerd DNA viel te traceren. Bovendien verweet de commissie Buck dat hij onvoldoende had gereageerd op kritische signalen uit zijn eigen vakgroep. Op grond van de bevindingen van de commissie werd professor Buck uit zijn leidende functies (decaan en voorzitter van de vakgroep) gezet. Aan Goudsmit werd het verzoek gericht om de stof alsnog aan een test te onderwerpen, maar bij hem was het enthousiasme voor het onderzoek bekoeld, en Buck was niet in staat om binnen de gestelde tijd zuiver fosfaatgemethyleerd DNA te leveren. Het artikel in Science moest worden teruggetrokken.
Omdat de faculteit het rapport van de commissie weigerde openbaar te maken, werd een tweede Bestuurscommissie Onderzoek Scheikundige Technologie (bestaande uit de leden ir. W.A. Koumans, oud-lid raad van bestuur van TNO en prof. ir. Wim Monhemius, emeritus hoogleraar bedrijfskunde TU Eindhoven) ingesteld door het College van Bestuur van de TU Eindhoven. De commissie bracht eind 1990 een rapport uit. De commissie stelde dat professor Buck in het persoonlijke vlak niet correct met zijn medewerkers omging. Zijn optreden tegenover zijn medewerkers was soms ontoelaatbaar hard. Ook concludeerde de commissie dat Buck gegevens in het Science-artikel had gepresenteerd op een manier die aan fraude grensde. In de ogen van de commissie diskwalificeerde dit Buck als onderzoeksleider.

### Ontslag
Eerder was Buck als gevolg van het onderzoek geschorst. Hierdoor werd het voor hem onmogelijk om de feitelijke gang van zaken te reconstrueren. Daarom nam hij ontslag, dat hem eervol werd verleend. Door zijn schorsing werd ook een aantal promovendi getroffen. Als gevolg van de affaire trad ook rector magnificus Martinus Tels in 1991 af. De TU Eindhoven zou de suggestie van fraude later weer intrekken omdat daarvoor geen bewijzen waren.

### De rol van Goudsmit
Jaap Goudsmit werd aanvankelijk gezien als een slachtoffer in de affaire Buck, maar wetenschapsjournalist Felix Eijgenraam schreef op 25 september 1990 een artikel in NRC Handelsblad waarin hij zijn twijfel uitte over de rol van Goudsmit. Goudsmit had immers de werkzaamheid van het testmateriaal uit Eindhoven vastgesteld. Als dat materiaal geen werkzame stof bevatte, dan konden er ook vragen gesteld worden over de kwaliteit van Goudsmits onderzoek. Het virologisch onderzoek van Goudsmit werd onder druk van de publicatie door een onafhankelijke commissie (bestaande uit de leden prof. dr. A.J. van der Eb, hoogleraar moleculaire carcinogenese RU Leiden; prof. dr. D. Bootsma, hoogleraar celbiologie en genetica Erasmus Universiteit en prof. dr. C.J.M. Melief, hoogleraar immunohematologie RU Leiden) met deskundigheid op zijn onderzoeksgebied beoordeeld. Begin 1991 kwam het rapport uit. De commissie constateerde dat controle van het testmateriaal van Buck niet was uitgevoerd, en dat er tekortkomingen waren bij de interpretatie van de resultaten en bij de weergave daarvan in Science. Samenvattend was het oordeel van de commissie dat Goudsmits onderzoek wetenschappelijk inadequaat was geweest. Goudsmit diende geen verweer in. In tegenstelling tot Buck kon Goudsmit na een reprimande met zijn werkzaamheden verdergaan.

### Andere getroffenen
Parallel aan het onderzoek met Goudsmit werd in diezelfde periode overeenkomstig testmateriaal gebruikt voor de remming van acute leukemiecellen. Dit onderzoek geschiedde in een samenwerkingsverband met de groep van prof. Bob Löwenberg, hoogleraar hematologie van het Daniël den Hoed Kanker Centrum te Rotterdam. Voor de uiteindelijke versie van de publicatie werd door de redactie van het British Journal of Cancer nog om aanvullende experimenten verzocht. Vanwege het vertrek van Buck werd het onderzoek echter afgesloten.

### Nasleep
Met enige regelmaat kwam Henk Buck naar aanleiding van de gebeurtenissen in de publiciteit.
1990
Op 4 oktober 1990 verwoordde John Maddox, hoofdredacteur van Nature, een interview met Henk Buck als volgt: "While acknowledging that the disputed research was in error, he (Buck) believes he has been pilloried for making an honest mistake". Buck spande een aantal rechtszaken aan tegen de TU Eindhoven en betreurt het dat hij akkoord ging met een aanbod van vervroegde pensionering.
1993
In 1993 probeerde hij via de Proceedings van de KNAW in een tweetal artikelen zijn gelijk aan te tonen. Buiten de reviewers van het artikel om beschuldigde hij een ex-medewerker van fraude. Het werd op het laatste moment ontdekt en de gehele oplage van het tijdschrift moest worden vernietigd. De KNAW gaf Buck in 1995 de gelegenheid om genoemde publicaties in een herziene vorm te publiceren.
2001
Buck verzocht bij de Raad voor de Journalistiek rectificatie van een aantal passages in een tweetal artikelen van Het Parool uit 1990 en 2000. In deze twee artikelen maakte Buck bezwaar tegen:
1. het negatieve beeld dat geschetst was van de resultaten van het onderzoek met fosfaatgemethyleerd DNA,
2. het verwijt van wetenschappelijke fraude, zoals verwoord door de Leidse hoogleraar in de organische chemie Van Boom, die suggereerde dat het afgebeelde spectrum in Science verzonnen was.
3. de vergelijking met Ceauşescu.[35][noot 7]

De Raad verklaarde de klachten ongegrond. Het Parool had zowel in 1990 als in 2000 tevergeefs voldoende pogingen ondernomen tot hoor en wederhoor. In het bijzonder voor het artikel in het Parool van 12 april 2000 had wetenschapsredacteur Van Maanen aan Buck gevraagd, hem kopieën van NMR-spectra toe te zenden waaruit zou blijken dat Van Boom het bij het foute eind had. Buck weigerde dit, omdat hij vanwege de complexiteit van de gegevens tevens een mondelinge uitleg wilde geven. Daartoe zou Buck door Van Maanen eerst in de gelegenheid worden gesteld, nadat hij de relevantie van het materiaal zelfstandig zou hebben onderzocht. De NMR-spectra werden zodoende niet uitgewisseld. Ook oordeelde de Raad dat bij de toch wel enigszins twijfelachtige vergelijking tussen Buck en Ceauşescu, gelet op de context, er geen grenzen overschreden waren.
2005
Jaap Goudsmit oordeelde in een uitzending van Andere Tijden eind 2005 over het gebeurde dat "Henk Buck veel te hard is aangepakt voor een legitiem falend onderzoek waarin, zo te zien, geen fraude is gepleegd."
In dezelfde uitzending bleek dat Henk Buck nog steeds achter zijn methode stond. In Nucleosides, Nucleotides and Nucleic Acids, Volume 23, Issue 12 January 2004, pages 1833-1847 (zie Externe links) reconstrueerde hij hoe het misleidende NMR-spectrum, als test voor de zuiverheid van het gebruikte fosfaatgemethyleerd DNA, tot stand moest zijn gekomen. Ook in een tweede publicatie in hetzelfde tijdschrift in 2007 (Vol. 26, p. 205-222, zie Externe links) besprak hij het contrast tussen de publicatie in Science, dat gebaseerd was op materiaal waarin geen fosfaatgemethyleerd DNA aanwezig was, en eerdere resultaten van overeenkomstige verbindingen waarbij wel een hoge selectiviteit van hybridisatie zou zijn vastgesteld.
2007
In 2007 verscheen in Elsevier een vraaggesprek met hem. Hij vond dat hij was "veroordeeld voor iets wat ik niet heb gedaan". Hij was er nog steeds van overtuigd dat hij een uitvinding had gedaan, die bijvoorbeeld in het geval van ovariumcarcinoom en diverse ziekteverwekkers wel zou hebben gewerkt. Bovendien betreurde hij het dat hij destijds niet had geëist dat er een van de TU Eindhoven onafhankelijke onderzoekscommissie werd aangesteld.
2009
In 2009 diende Henk Buck een klacht in bij de Nationale Ombudsman omdat de case Buck/Goudsmit werd gebruikt in een publicatie van de KNAW over wetenschappelijk wangedrag: "Wetenschappelijk onderzoek: dilemma's en verleidingen". De KNAW wilde de zaak niet opnieuw oprakelen en verwijderde daarom stilzwijgend de passage uit de publicatie. Voor Buck was dat niet genoeg, hij wenste dat de verwijdering in de openbaarheid werd gebracht, maar in juli 2010 liet de KNAW aan de Ombudsman weten al ver genoeg te zijn gegaan met de verwijdering van de tekst. De Nationale Ombudsman concludeerde dat de klacht over de onderzochte gedraging van de KNAW gegrond was wegens strijd met het redelijkheidsvereiste. De KNAW had de affaire Buck in de publicatie anders kunnen beschrijven dan zoals het zonder overleg met betrokkene was gedaan. De Ombudsman was het niet met Buck eens dat de passage op een denigrerende wijze was beschreven. Naar zijn oordeel was echter ook te weinig gedaan om te voorkomen dat een dergelijk beeld bij Buck zou ontstaan. De Ombudsman beval de KNAW aan om in overleg met Buck te zoeken naar een manier waarop de leden moesten worden geïnformeerd over het hoe en waarom van de wijziging in de publicatie.
2010
In 2010 verscheen in Vrij Nederland nog een vraaggesprek met Jaap Goudsmit met als onderwerp. Hoeveel fouten mag je maken? Daarin zei hij over de samenwerking met Buck "Ik vond wel dat hij veel te hard werd aangepakt. Maar het was een moeilijke man, dat kan ik je wel vertellen."
2011
In september 2011 verscheen een afscheidsinterview met Piet Lemstra, hoogleraar Kunststoftechnologie, in het tweewekelijkse blad Cursor van de TU/e, naar aanleiding van zijn naderende pensionering. In het interview kwam ook de affaire rond Henk Buck ter sprake. Piet Lemstra leidde de eerste onderzoekscommissie in de affaire Buck-Goudsmit. Hoewel dat onderzoeksrapport nooit is vrijgegeven werden in het interview een aantal elementen geopenbaard. Henk Buck had zijn gezin in dienst in een virtueel instituut binnen de faculteit, en gezinsleden hadden valse diploma's. Voor een zoon van Buck, die zijn studie niet aan kon, werden vooraf het tentamen en cijfer geregeld. Collega's van Buck waren corrupt en degenen die niet meededen met de hulp aan hem waren weggestuurd. Rector Tinus Tels zou Piet Lemstra hebben gedreigd met ontslag als hij het onderzoeksrapport zou openbaren. Voor de mensen die destijds meehielpen bij de fraude heeft dat geen consequenties gehad.
2012
In maart 2012 verscheen een interview met de dan 82-jarige Henk Buck in Cursor, het blad van de TU/e. Hij weersprak daarin het het door Lemstra geschetste beeld van een familiebedrijf en valse diploma's, en vroeg om een punt achter de affaire te zetten. "Ik zit hier niet om mezelf vrij te pleiten. Ik was het hoofd van de vakgroep en verantwoordelijk. Maar mag ik iets ter verontschuldiging aanbieden? En heus niet in een poging om mijn eigen straatje schoon te vegen. Ik wil gewoon niet als fraudeur door het leven gaan." Niettemin bevatte het interview veel kritiek op anderen, en in het bijzonder op Jaap Goudsmit. Het artikel leidde tot een ingezonden brief van een van de hoofdrolspelers in de affaire, prof. dr. Stan van Boeckel, die samen met Will Kuijpers en H.M. Moody al een jaar voor de publicatie in Science, Henk Buck er op hadden gewezen dat zijn gemethyleerd DNA sterk verontreinigd was, dat de gebruikte synthesemethode niet deugde en dat de gemethyleerde DNA-fragmenten uiterst labiel waren. Buck legde die wetenschappelijk onderbouwde waarschuwingen bewust naast zich neer. Hij was uiteindelijk verantwoordelijk voor de kwaliteit van de stoffen die hij bij Goudsmit liet testen, en hij had Goudsmit daarover niet geïnformeerd. In Buck’s reactie op de ingezonden brief van Van Boeckel wees hij de labiliteit van het gemethyleerd DNA als verklaring voor de onwerkzaamheid van zijn testmateriaal van de hand. Volgens hem was de reden dat er in de synthese een onoplosbare verbinding was ontstaan, zoals dat in de terugtrekking van het artikel in Science werd aangenomen. Hij verwees opnieuw naar anderen dat zij hem niet hadden ingelicht. Van Boeckel antwoordde dat hij Buck tijdig HPLC-analyses had voorgelegd die lieten zien dat Buck’s vermeende DNA uit een complex mengsel van verschillende stoffen bestond. Er was aangetoond dat een van de problemen de labiliteit van de methylesters was, waardoor de methylgroepen er in een van Bucks synthesestappen afgingen. Buck was daarover toen kwaad geworden, waarna het onderzoek van Van Boeckel en zijn promovendus door directeur Van Mierlo werd gestopt. Henk Buck bleef tot na de publicatie in Science, in een wetenschappelijke discussie in Biovisie met van Boeckel en van Boom, volhouden dat het testmateriaal in orde was. Tot slot vond Van Boeckel dat, als Buck werkelijk een punt achter de affaire had willen zetten, hij niet steeds naar anderen diende te wijzen. Tot slot, want de redactie zette hiermee een punt achter de polemiek.
2015
In 2015 plaatste  hij een artikel in Journal of Biophysical Chemistry waarin hij besloot dat een diskwalificatie van zijn onderzoek niet als geloofwaardig of betrouwbaar kon worden beschouwd.
2017
In juni 2017 publiceerde Trouw een interview met Henk Buck. Aanleiding was een vraaggesprek van een maand eerder met Jaap Goudsmit. Buck wilde op het interview met Goudsmit reageren omdat hij vond dat hem onrecht werd aangedaan. Hij wees er op dat er veel druk stond op zijn onderzoek en op de publicatie in Science. Volgens hem drong Goudsmit aan op publicatie, waarin hij volgde. Achteraf gezien vond hij dat de publicatie onterecht was.
2020

### Stand van zaken
Tot op heden (2015) is er door niemand fosfaatgemethyleerd DNA vervaardigd in de lengte (20 base-eenheden) die door Henk Buck en Jaap Goudsmit in het controversiële Science artikel werd beschreven. Zowel Miller (1971), als Van Boeckel en Kuijpers, maar ook Buck waren alleen in staat korte fragmenten volledig gemethyleerd DNA te produceren die enigszins stabiel zijn in oplossing onder biologische omstandigheden. Met verbindingen als methylfosfonaten en thiofosfaten kunnen wel langere fragmenten worden vervaardigd. Tot op heden (2008) bestaat er één anti-sense medicijn: Fomivirsen tegen een CMV-infectie in het oog. Het is vervaardigd op basis van een DNA fragment met thiofosfaten en bestaat uit 21 base-paren.